# COVID-19-Pandemie in Simbabwe
Die COVID-19-Pandemie in Simbabwe tritt als regionales Teilgeschehen des weltweiten Ausbruchs der Atemwegserkrankung COVID-19 auf und beruht auf Infektionen mit dem Ende 2019 neu aufgetretenen Virus SARS-CoV-2 aus der Familie der Coronaviren. Die COVID-19-Pandemie breitet sich seit Dezember 2019 von China ausgehend aus. Ab dem 11. März 2020 stufte die Weltgesundheitsorganisation (WHO) das Ausbruchsgeschehen des neuartigen Coronavirus als Pandemie ein.

## Verlauf und Maßnahmen
Bereits bevor es bestätigte Fälle in Simbabwe gab, rief Präsident Emmerson Mnangagwa im März 2020 einen nationalen Notstand aus. Daraufhin wurden Reisebeschränkungen eingeführt und große Versammlungen verboten.
Am 20. März 2020 wurde die erste COVID-19-Erkrankung in Simbabwe bestätigt. Es handelte sich um einem in Victoria Falls lebenden Mann, der bereits am 15. März aus Großbritannien über Südafrika zurückreiste. Im WHO-Situationsbericht tauchte dieser Fall erstmals am 21. März 2020 auf.
Der erste COVID-19-bedingte Todesfall im Land ereignete sich am 23. März 2020. Es handelte sich um den bekannten simbabwische Journalist Zororo Makamba. Dieser Todesfall tauchte am 24. März 2020 erstmals im WHO-Situationsbericht auf.
Am 23. März kündigte Präsident Mnangagwa zusätzliche Maßnahmen an: 1.) Schließung der Grenzen Simbabwes für alle nicht wesentlichen Reisenden, mit Ausnahme der Rückkehr von Anwohnern sowie für Fracht; 2.) Schließung von Bars, Nachtclubs, Kinos, Schwimmbädern und Beschränkung sportlicher Aktivitäten; 3.) Beschränkung aller öffentlichen Versammlungen auf weniger als 50 Personen; 4.) Beschränkung der Krankenhausbesuche auf nicht mehr als einen pro Tag.
Am 27. März kündigte die Regierung an, dass im Land ab dem 30. März für 21 Tage eine Ausgangssperre gelte. Am 20. April wurde sie um zwei Wochen verlängert.
Aufgrund des Mangels an medizinischen Schutzausrüstungen reichten simbabwische Ärzte Anfang April 2020 eine Klage gegen die Regierung ein, damit sie bei der Behandlung infizierter Patienten künftig angemessen geschützt werden.
Bis zum 19. April 2020 wurden von der WHO 25 COVID-19-Erkrankungen und drei COVID-19-bedingte Todesfälle in Simbabwe bestätigt.
In Simbabwe starben durch die COVID-19-Epidemie vier amtierende Regierungsmitglieder: Landwirtschaftsminister Perrance Shiri am 29. Juli 2020 im Alter von 65 Jahren, die Ministerin für die Belange der Provinz Manicaland Ellen Gwaradzimba am 15. Januar 2021 im Alter von 60 Jahren, Außenminister Sibusiso Moyo am 20. Januar 2021 im Alter von 60 Jahren und Verkehrsminister Joel Matiza am 22. Januar 2021 im Alter von 50 Jahren.

## Kontroversen
Die Verteidigungsministerin des Landes, Oppah Muchinguri, sorgte für eine Kontroverse, indem sie fachsimpelte, dass das neuartige Coronavirus eine göttliche Strafe für westliche Nationen sein könnte, weil sie gegen Simbabwe Sanktionen verhängt hätten.
Nachdem Einnahmen aus dem Tourismus wegbrachen, entschied die Zimbabwe Parks and Wildlife Management Authority im April 2021, Jagd- beziehungsweise Abschusslizenzen für rund 500 Elefanten zu verkaufen.

## Statistik
Die Fallzahlen entwickelten sich während der COVID-19-Pandemie in Simbabwe wie folgt:

### Infektionen

Bestätigte Infizierte in Simbabwe nach Daten der WHO. Oben kumuliert, unten Tageswerte

### Todesfälle

Bestätigte Todesfälle in Simbabwe nach Daten der WHO. Oben kumuliert, unten Tageswerte